# Ервин (Мисури)
Ервин (енгл. Irwin) насељено је место без административног статуса у америчкој савезној држави Мисури.

## Демографија
По попису из 2010. године број становника је 69.
| Група             | 2000.    | 2010.      |
| Белци             | 0 (0,0%) | 68 (98,6%) |
| Афроамериканци    | 0 (0,0%) | 0 (0,0%)   |
| Азијати           | 0 (0,0%) | 0 (0,0%)   |
| Хиспаноамериканци | 0 (0,0%) | 1 (1,4%)   |
| Укупно            | 0        | 69         |